# J'étais pas fait pour le bonheur
J'étais pas fait pour le bonheur è un singolo della cantautrice italiana Giordana Angi e del cantautore francese Pascal Obispo, pubblicato il 29 marzo 2023.

## Descrizione
Il brano, composto dallo stesso cantautore con Pierre-Dominique Burgaud, è scritto e prodotto da quest'ultimo e vede la cantautrice cantare in tre lingue (francese, inglese e spagnolo).

## Video musicale
Il video musicale, diretto da Fabrice Laffont, è stato pubblicato in concomitanza all'uscita del brano attraverso il canale YouTube della cantautrice.

## Tracce
Testi di Pierre-Dominique Burgaud, musiche di Pascal Obispo e Pierre-Dominique Burgaud.
1. J'étais pas fait pour le bonheur – 3:01